# Nubini
Semencaré Nubini (também Nebinum e Nebinenu) é um faraó mal atestado do início da XIII dinastia durante o Segundo Período Intermediário. De acordo com os egiptólogos Darrell Baker e Kim Ryholt, Nubini foi o nono governante da XIII dinastia. Alternativamente, Jürgen von Beckerath e Detlef Franke o veem como o oitavo rei da dinastia.

## Atestados
O nome de Nubini é dado no Cânone de Turim na coluna 7, linha 11 (Gardiner col. 6, linha 11). A duração do reinado de Nubini é quase toda perdida em uma lacuna do papiro, exceto pelo fim "[...] e 22 dias". O único atestado contemporâneo de Nubini é uma estela de faiança mostrando o rei diante de Ptá "ao sul de sua muralha", um epíteto menfita do deus, e no outro antes de Hórus, "Senhor dos países estrangeiros". A estela também está inscrita com o nome e prenome de Nubini. A estela foi descoberta em Gebel el-Zeite na costa do Mar Vermelho no Sinai, onde as minas de galena estavam localizadas.

## Reinado
O egiptólogo Kim Ryholt credita a Nubini um reinado de dois anos, de 1 785 a.C. até 1 783 a.C.. Alternativamente, os egiptólogos Rolf Krauss, Detlef Franke e Thomas Schneider dão a Nubini apenas um ano de reinado em 1 739 a.C.. Embora pouco se saiba sobre o reinado de Nubini, a existência de sua estela mostra que, durante esse período, os governantes da XII dinastia ainda detinham poder suficiente para organizar expedições de mineração no Sinai para o fornecimento de materiais de construção e a produção de itens de luxo. Finalmente, Ryholt aponta para a falta de conexões reais entre Nubini e seu antecessor. Ele conclui então que Nubini pode ter usurpado o trono.